# Naprawiający drogę
Naprawiający drogę (niderl. De grote platanen, ang: The Road Menders) – obraz olejny namalowany w dwóch wersjach (nr kat.: F 657, 658, JH 1860, 1861) przez Vincenta van Gogha w listopadzie 1889 roku podczas jego pobytu w miejscowości Saint-Rémy.

## Powstanie i opis obrazu
Vincent van Gogh podczas pobytu w Arles kilkakrotnie przechodził ataki choroby psychicznej, po których był hospitalizowany. Obawiając się, że stan jego zdrowia może się pogorszyć, postanowił leczyć się w szpitalu psychiatrycznym Saint-Paul-de-Mausole mieszczącym się w byłym klasztorze położonym 2 km od Saint-Rémy. Artysta przybył do szpitala 8 maja 1889 roku. Jego nadzieje na wyzdrowienie szybko okazały się płonne. Ataki halucynacji powtarzały się, a on sam próbował kurować się poprzez malowanie. Do swej dyspozycji dostał niewielką celę, w której urządził pracownię.
Zaczął malować prawie natychmiast po przyjeździe. Jednym z jego pierwszych obrazów, namalowanych w maju 1889 były m.in. Irysy, przedstawiające kwiaty tego gatunku, rosnące w przylegającym do szpitala ogrodzie.
Po kilku tygodniach artysta zaczął wychodzić poza szpital i zwiedzać okolice Saint-Remy. Towarzyszył mu przydzielony asystent, Jean-François Poulet, znający dobrze okolicę. Obaj odwiedzili razem wąwóz Les Peyroulets, a następnie, po raz pierwszy, samo miasteczko Saint-Rémy. Van Gogha zirytował tłum ludzi, więc obaj szybko wrócili do ośrodka. Później powrócili do miasta. Wówczas van Gogh namalował dwa obrazy przedstawiające Boulevard Mirabeau, wypełnione na pierwszym planie i w głębi charakterystycznymi platanami, prężnymi i lekko poskręcanymi.
Vincent van Gogh namalował dwie wersje Naprawiających drogę. Wersja pierwsza, końcowa praca spośród wielu scen namalowanych w 1889 roku na wolnym powietrzu, powstała w plenerze, wersja druga natomiast (obecnie w zbiorach Phillips Collection) w studio. Obie prace przedstawiają naprawę nawierzchni ulicy w Saint-Rémy, znanej wtedy jako Cours de l’Est. Scena ta zachwyciła artystę podczas jednej z kilku wycieczek do miasta jesienią i zimą 1889/1890. Temat pracowników znajdujących się w krajobrazie był dominującym motywem w malarstwie van Gogha podczas jego pobytu w Holandii.
W liście do brata Theo z 7 grudnia van Gogh wspominał o namalowaniu pierwszej wersji obrazu:

Pomimo zimna pracuję aż do tej chwili na zewnątrz i myślę, że jest to dobre dla mnie i dla [mojej] pracy. Ostatnie studium, jakie namalowałem, to widok miasteczka – gdzie pracowali ludzie – pod ogromnymi platanami – naprawiający chodniki. Są tu więc zwały piasku, kamienie i olbrzymie pnie –żółknące liście, tu i ówdzie dostrzec można prześwitujące fasady i małe postacie.

Z listu napisanego 3 stycznia 1890 roku wynikało, iż artysta namalował też drugą, bardziej dopracowaną wersję obrazu; wykonana ona została w mniejszym pospiechu i z większą dbałością o szczegóły:

Wielkie platany, główna ulica czy bulwar St. Rémy, studium z natury. Zrobiłem z niego powtórkę, być może bardziej wykończoną.

Pierwszy z obrazów artysta wysłał do brata, do Paryża, aby zaprezentować go (razem z dziewięcioma innymi) na szóstej wystawie Salonu Niezależnych, trwającej od 20 marca do 27 kwietnia 1890 roku.
Wersja obrazu, zakupiona przez amerykańskiego kolekcjonera Duncana Phillipsa została przez niego oceniona jako jedna „spośród najlepszych [prac] van Gogha”.

## Wystawa porównawcza obu wersji
Zainspirowane obiema wersjami Naprawiających drogę ich posiadacze, muzea Phillips Collection i Cleveland Museum of Art postanowiły zorganizować wystawę „Van Gogh Repetitions” („Powtórki van Gogha”). Wystawa w siedzibie Phillips Collection obejmuje około 30 obrazów i związanych z nimi rysunków oraz fotografii technicznych. Rozpoczęła się ona 12 października 2013 roku i potrwa do 26 stycznia 2014 roku, po czym pojedzie do Cleveland, gdzie zostanie otwarta 2 marca 2014 roku i potrwa do 26 maja. Wystawione obrazy pochodzą z najbardziej renomowanych kolekcji, w tym z: Metropolitan Museum of Art, Muzeum Vincenta van Gogha, Musée d’Orsay i Art Institute of Chicago. Nazwa wystawy nawiązuje do terminu samego artysty (repetition), który używał go na określenie swojej praktyki sporządzania wielu wersji tego samego motywu, a bezpośrednią inspiracją stały się tu obie wersje Naprawiających drogę, które też znalazły się wśród wystawionych prac. Zaprezentowanie obu tych obrazów razem pozwoli na głębsze spojrzenie na nie, skoncentrowane na podobieństwach pomiędzy nimi i dzielących je różnicach, rzuci też światło na motywację artysty, jeśli chodzi o sporządzanie wersji tego samego tematu. Wystawie towarzyszą zdjęcia rentgenowskie, cyfrowe nakładki powtórkowych prac artysty oraz wyniki innych analiz naukowych rzucających nowe światło na jego twórcze metody i zamysły.

Ta wystawa daje nam rzadką okazję poznania jednego z najbardziej rozpoznawalnych artystów świata w świeży, nowy sposób.